# Mitsuhisa Taguchi
Mitsuhisa Taguchi (japonès: 田口光久)  (Akita, 14 de febrer de 1955 - Tòquio, 12 de novembre de 2019) va ser un futbolista japonès que disputà 59 partits amb la selecció japonesa.